# Chloroclystis automola
Pasiphilodes automola là một loài bướm đêm trong họ Geometridae.